# Дюк Нуамеруе
Дюк Нуамеруе е световен и европейски шампион по таекуондо ITF и кикбокс. Състезател на ABC Fight Club – София, който е с главен инструктор и треньор Красимир Гергинов (VIII дан таекуондо).

## Биография и дейност
Дюк Нуамеруе е роден на 22 декември 1989 г. в София . Българин, с нигерийски корени. Произхожда от спортно семейство – майка му Мария Нуамеруе е състезател по хандбал, баща му – по футбол. Тренира таекуондо от 15-годишен. Защитава първи дан по таекуондо през 2007 г., пред корейския майстор Ким Унг Чол. Дебютира на Европейско първенство през 2008 г. в Хърватия и печели два бронзови медала в отборното класиране. До 2014 г. участва в седем европейски и две световни първенства по таекуондо. През 2013 г. дебютира на Световно първенство по кикбокс и печели златен медал в категория до 84 кг.. През 2015 г. става световен шампион и световен вицешампион, съответно в на Световното първенство в Белград е първи на кик лайт, и на Световното първенство в Дъблин е втори, в дисциплината лайт контакт, категория до 84 кг. Многократен републикански шампион по таекуондо и кикбокс. Състезава се с успех в международни турнири по сават (френски бокс) . Занимава се още с хип-хоп и танци. Има своя R`n`B група – Flame Boys.

## Спортни успехи

### Световно първенство кикбокс WAKO, Дъблин, Ирландия, 2015 г.
- Световен вицешампион в стил лайт контакт до 84 кг.

### Световно първенство кикбокс WAKO, Сърбия, 2015 г.
- Световен шампион спаринг до 84 кг, кик лайт

### Европейско първенство кикбокс WAKO, Словения, 2014 г.
- Европейски шампион спаринг до 84 кг

### Световно първенство кикбокс WAKO, Турция, 2013 г.
- Световен шампион спаринг до 84 кг

### 18-о световно първенство по таекуондо, България, 2013 г.
- Бронзов медал отборно спаринг, мъже

### Европейско първенство по таекуондо, Словения, 2013 г.
- Европейски вицешампион Power Team Sparring
- Бронзов медал отборно силов тест, мъже

### Европейско първенство по таекуондо, България, 2012 г.
- Европейски шампиони Power Team Sparring
- Бронзов медал спаринг мъже 85 кг

### Европейско първенство по таекуондо, Естония, 2011 г.
- Европейски шампион спаринг категория до 78 кг
- Европейски шампион отборно спаринг, мъже
- Сребърен медал специална техника мъже
- Бронзов медал отборно форма, мъже

### Европейско първенство по таекуондо, Италия, 2010 г.
- Бронзов медал спаринг категория до 78 кг
- Бронзов медал специална техника мъже
- Бронзов медал самозащита
- Бронзов медал отборно форма, мъже
- Бронзов медал отборно спаринг, мъже

### 16-о световно първенство по таекуондо, Русия, 2009 г.
- Бронзов медал специална техника

### Европейско първенство по таекуондо, Словения, 2009 г.
- Сребърен медал спаринг категория до 78 кг
- Сребърен медал специална техника
- Бронзов медал отборно спаринг, мъже
- Бронзов медал отборно форма, мъже

### Европейско първенство по таекуондо, Хърватия, 2008 г.
- Бронзов медал отборно спаринг, мъже
- Бронзов медал отборно форма, мъже